# Commissario Laurenti
Commissario Laurenti ist eine deutsche Fernsehreihe, die von der ARD produziert und von 2006 bis 2009 erstmals ausgestrahlt wurde. Die Drehbücher basieren auf den Kriminalromanen von Veit Heinichen. Der von Henry Hübchen verkörperte Proteo Laurenti ist Vice Questore der Triester Kriminalpolizei und ermittelt in Mordfällen, die ihn teilweise in den Bereich der organisierten Kriminalität führen.

## Figuren
Commissario Proteo Laurenti ermittelt für die Triester Kriminalpolizei. Er stößt dabei oft auf Verbrechen, die ihn bei seiner Tätersuche in ein zwielichtiges Milieu führen, wobei er mehr als einmal in Lebensgefahr gerät. Laurenti neigt zu Depressionen, was weder für seine Kollegen noch für seine eigenwillige Frau Laura einfach ist. Nach einer kurzen ehelichen Krise steht sie aber fest zu ihm.
Ab dem 3. Film wurde der Rang von Laurenti entsprechend seiner beruflichen Veränderung in den Romanen angepasst. Bezeichnet er sich in den Episoden 1 und 2 noch als „Chef der Kriminalpolizei“, so hat er nun den Rang des „Vice Questore“ inne.
Laura Laurenti leidet unter der dienstlich bedingten häufigen Abwesenheit ihres Mannes, sodass sie mehr und mehr allein entscheidet, was für die Familie wichtig und richtig ist. So organisiert sie im Alleingang ein neues Heim, das einen idyllischen Blick aufs Meer bietet. Da auch sie beruflichen Verpflichtungen nachgeht, bringt das mit sich, dass dem Ehepaar wenig gemeinsame Zeit verbleibt.
Marco Laurenti macht seinen Eltern häufig Probleme. Er schließt sich einer linken Gruppierung an, die gegen die Regierung demonstriert, ist mit seinem unversicherten Motorroller unterwegs, oder nimmt an illegalen Sprayeraktionen teil.
Die überaus hübsche achtzehnjährige Tochter Livia Laurenti stellt für Laurenti immer wieder eine Herausforderung dar. So präsentiert sie sich gegen den Willen ihres Vaters auf einem  Schönheitswettbewerb und macht ihm deutlich, dass sie erwachsen geworden ist und er als Vater loslassen muss.
Laurentis Kollege Antonio Sgubin steht ihm treu und kompetent zur Seite. Allerdings ist es für Laurenti ein Schock, als er erfahren muss, dass sich Sgubin für eine andere Dienststelle beworben hat.
Marietta, eine Mitarbeiterin im Innendienst, erledigt pflichtbewusst alle erforderlichen Zuarbeiten. Ist einmal nichts zu tun, führt sie ellenlange Telefonate mit ihrem Freund Robert, lackiert sich die Fingernägel, oder legt die Füße auf den Schreibtisch.
Laurentis ehemaliger Kollege Galvano geht in der Folge Tod auf der Warteliste als Rechtsmediziner in Rente. Er bleibt jedoch ein enger Vertrauter Laurentis, den er immer wieder mit hilfreichen Hintergrundinformation zu Triester Bürgern und auch anderen zweckdienlichen Informationen versorgt.
Questore, ist Laurentis Vorgesetzter und bremst ihn ständig in seinen Aktivitäten. Immer warnt er vor diplomatischen Verwicklungen, negativer Presse oder Querelen durch angesehene Bürger der Stadt, wenn sie in den Fokus der Ermittlungen geraten sollten.
Victor Drakič, Laurentis Dauerwidersacher im Hintergrund, stellt sich in der fünften und letzten Folge der Reihe seinem Erzfeind. In Folge 2 tritt er das erste Mal in Erscheinung. Er wird dort von Aleksandar Jovanovic gespielt und überlebt einen Bootsunfall. Seitdem verunstaltet eine große Brandnarbe seine rechte Gesichtshälfte.

## Entstehung & Veröffentlichung
Laurenti-Schöpfer Veit Heinichen hat in zwei Folgen einen Cameo-Auftritt: Am Schluss von Folge 2 Gib jedem seinen eigenen Tod bei der Miss-Wahl, an der Laurentis Tochter Livia teilnimmt, applaudiert er im Publikum neben Laura Laurenti. Und als Laurenti und Sgubin in Totentanz die Bar verlassen, sitzt er als Gast an einem der Tische.
Im März 2009 entschied sich die ARD die Serie wegen schwacher Einschaltquoten nicht mehr fortzusetzen. Hinzu kam, dass Barbara Rudnik, die Darstellerin der Laura Laurenti, der Ehefrau des Commissarios, am 23. Mai 2009 ihren Kampf gegen den Krebs verlor. Bisher sind die beiden ersten Folgen als Doppel-DVD erhältlich.
| # | Titel                        | Premiere      | Regie          | Drehbuch                        |
| - | ---------------------------- | ------------- | -------------- | ------------------------------- |
| 1 | Die Toten vom Karst          | 4. Juni 2006  | Sigi Rothemund | Veit Heinichen, Sigi Rothemund  |
| 2 | Gib jedem seinen eigenen Tod | 29. Juni 2006 | Sigi Rothemund | Sigi Rothemund                  |
| 3 | Tod auf der Warteliste       | 20. Dez. 2007 | Hannu Salonen  | Veit Heinichen, Renate Kampmann |
| 4 | Der Tod wirft lange Schatten | 10. Jan. 2008 | Hannu Salonen  | Lothar Kurzawa                  |
| 5 | Totentanz                    | 8. Jan. 2009  | Ulrich Zrenner | Veit Heinichen, Thorsten Näter  |